# Acheilognathus bergi
Acheilognathus bergi és una espècie de peix cipriniforme de la família dels ciprínids.